# RT-15
El RT-15 fue un misil balístico de alcance medio móvil desplegado por la Unión Soviética durante la Guerra Fría. Se le asignó el nombre de informe de la OTAN SS-14 Scamp (alternativamente, SS-14 Scapegoat) y llevaba el índice GRAU 8K96.
El RT-15 fue uno de los primeros intentos soviéticos de desarrollar un misil balístico de teatro de operaciones móvil en carretera. Estaba destinado a poder ser lanzado tanto desde el mar como desde tierra y tenía un alcance máximo de 2000 a 2500 km. El 'tiempo de reacción' del arma en condiciones normales de preparación después de su llegada al lugar de lanzamiento habría sido de 20 a 30 minutos y el 'tiempo de espera' en estado de máxima preparación (con un tiempo de dos a diez minutos antes de que el misil pudiera ser lanzado) Sería aproximadamente un día.
El RT-15 fue desarrollado por la oficina de diseño SP Korolev (OKB-1) sobre la base de la segunda y tercera etapa del misil balístico intercontinental RT-2. El misil se transportaba sobre el chasis de un tanque pesado T-10 en un contenedor sellado con un sorprendente parecido con el misil balístico intercontinental SM-65 Atlas estadounidense. Después del montaje del misil, el contenedor se partiría longitudinalmente y sería retirado.
El misil se desarrolló a principios de la década de 1960 y se vio por primera vez en un lanzador terrestre móvil en mayo de 1965. Se desplegaron experimentalmente seis misiles con el 50.º Batallón Independiente de Misiles en la aldea de Lesnaya en Bielorrusia. Al sistema se le negó la aceptación para servicio general, alegando que la electrónica de apoyo al lanzamiento era demasiado voluminosa y frágil. Los misiles de Lesnaya fueron dados de baja en marzo de 1970.